# Tetradactylus tetradactylus
Espèce
Synonymes
- Chalcides tetradactylus Daudin, 1802
- Tetradactylus chalcidicus Merrem, 1820
- Saurophis lacepedii Duméril & Bibron, 1839
- Tetradactylus bilineatus Hewitt, 1926

Tetradactylus tetradactylus est une espèce de sauriens de la famille des Gerrhosauridae.

## Répartition
Cette espèce était endémique d'Afrique du Sud.

## Description
Cette espèce est ovipare.

## Publication originale
- Daudin, 1802 : Histoire Naturelle, Générale et Particulière des Reptiles; ouvrage faisant suit à l'Histoire naturelle générale et particulière, composée par Leclerc de Buffon; et rédigee par C.S. Sonnini, membre de plusieurs sociétés savantes, vol. 4, F. Dufart, Paris, p. 1-397 (texte intégral).